# Матч I Quit
Матч I Quit (рус. «Я сдаюсь») — тип матча в рестлинге, в котором единственный способ выиграть — заставить противника произнести слова «I Quit» (обычно в микрофон). Использовался и используется в таких федерациях рестлинга, как World Wrestling Entertainment, Total Nonstop Action Wrestling, Ring of Honor, World Championship Wrestling и других. Первый матч по правилам «I Quit» прошёл на PPV промоушена National Wrestling Alliance Starrcade в 1985-ом году, на котором Магнум ТА победил Тулли Бланшара.

## Список матчей I Quit

### World Wrestling Entertainment
| #                                | Поединок                                       | Правила матча                                                               | Дата                  | Событие                  | Победитель        |
| -------------------------------- | ---------------------------------------------- | --------------------------------------------------------------------------- | --------------------- | ------------------------ | ----------------- |
| 1                                | Брет Харт против Боба Бэклунда                 | Матч «Я сдаюсь» со специальным рефери — «Буяном» Родди Пайпером             | 2 апреля 1995 года    | Рестлмания XI            | Брет Харт         |
| 2                                | «Ледяная глыба» Стив Остин против Кена Шемрока | Матч «Я сдаюсь»                                                             | 26 октября 1998 года  | WWF Raw                  | Стив Остин        |
| 3                                | Мэйнканд (с) против Скалы                      | Матч «Я сдаюсь» за титул чемпиона WWF                                       | 24 января 1999 года   | Королевская битва (1999) | Рок               |
| 4                                | Скала (с) против Triple H                      | Матч «Я сдаюсь» за титул чемпиона WWF                                       | 25 января 1999 года   | WWF Raw                  | Рок               |
| 5                                | Винс Макмэн против Стефани Макмэн              | Матч «Я сдаюсь». Проигравший покидает свою посаду в WWE                     | 19 октября 2003 года  | No Mercy (2003)          | Винс Макмэхон     |
| 6                                | Джон Сина (с) против Джона «Брэдшоу» Лэйфилда  | Матч «Я сдаюсь» за титул чемпиона WWE                                       | 22 мая 2005 года      | Judgment Day (2005)      | Джон Сина         |
| 7                                | Мик Фоли против Рика Флэра                     | Матч «Я сдаюсь»                                                             | 20 августа 2006 года  | SummerSlam (2006)        | Рик Флэр          |
| 8                                | Рей Мистерио против Чаво Герреро               | Матч «Я сдаюсь»                                                             | 20 октября 2006 года  | SmackDown                | Чаво Герреро      |
| 9                                | Рей Мистерио против Чаво Герреро               | Матч «Я сдаюсь»                                                             | 7 сентября 2007 года  | SmackDown                | Рей Мистерио      |
| 10                               | Бет Финикс против Мелины                       | Первый в истории женский матч «Я сдаюсь»                                    | 1 июня 2008 года      | One Night Stand (2008)   | Бет Финикс        |
| 11                               | Мэтт Харди против Джеффа Харди                 | Матч «Я сдаюсь»                                                             | 26 апреля 2009 года   | Backlash (2009)          | Джефф Харди       |
| 12                               | Рэнди Ортон (с) против Джона Сины              | Матч «Я сдаюсь»                                                             | 13 сентября 2009 года | Breaking Point           | Джон Сина         |
| 13                               | Джон Сина (с) против Батисты                   | Матч «Я сдаюсь» за титул чемпиона WWE                                       | 29 мая 2010 года      | Over the Limit (2010)    | Джон Сина         |
| 14                               | Джон Сина против Миза                          | Матч «Я сдаюсь» за титул чемпиона WWE                                       | 22 мая 2011 года      | Over the Limit (2011)    | Джон Сина         |
| 15                               | Джек Сваггер против Альберто Дель Рио          | Матч «Я сдаюсь» за претендентство № 1 на титул чемпиона Мира в тяжёлом весе | 19 мая 2013 года      | Extreme Rules (2013)     | Альберто Дель Рио |
| 16                               | Джон Сина против Русев                         | Матч «Я сдаюсь» за титул чемпиона США                                       | 17 мая 2015 года      | Payback (2015)           | Джон Сина         |
| (c) – чемпион на момент поединка |                                                |                                                                             |                       |                          |                   |

### Extreme Championship Wrestling
| #                                | Поединок                            | Правила матча                                        | Дата                | Событие                  | Победитель   |
| -------------------------------- | ----------------------------------- | ---------------------------------------------------- | ------------------- | ------------------------ | ------------ |
| 1                                | Эдди Гилберт против Терри Фанка     | «Техаский Смертельный матч Я сдаюсь»                 | 23 января 1993 года | ECW Show                 | Терри Фанк   |
| 2                                | Томми Дример против Сэндмена        | Матч «Я сдаюсь»                                      | 1 октября 1994 года | ECW Show                 | Томми Дример |
| 3                                | Шэйн Дуглас против Питтбуля#1       | Матч «Я сдаюсь» за титул Телевизионного чемпиона ECW | 15 марта 1997 года  | ECW Show                 | Шэйн Дуглас  |
| 4                                | Томми Дример против С. В. Андерсона | Матч «Я сдаюсь»                                      | 7 января 2001 года  | Guilty as Charged (2001) | Томми Дример |
| (c) – чемпион на момент поединка |                                     |                                                      |                     |                          |              |

### World Championship Wrestling
| #                                | Поединок                                                     | Правила матча                                    | Дата                 | Событие           | Победитель    |
| -------------------------------- | ------------------------------------------------------------ | ------------------------------------------------ | -------------------- | ----------------- | ------------- |
| 1                                | Сид Вишес против Билла Голдберга                             | Матч «Я сдаюсь»                                  | 21 ноября 1999 года  | Mayhem (1999)     | Билл Голдберг |
| 2                                | Родди Пайпер против Креативного Контроля (Джеральд и Патрик) | «Гандикап матч Я сдаюсь»                         | 6 декабря 1999 года  | WCW Monday Nitro  | Родди Пайпер  |
| 3                                | Терри Фанк против Дэвида Флэра                               | Матч «Я сдаюсь»                                  | 7 февраля 2000 года  | WCW Monday Nitro  | Дэвид Флэр    |
| 4                                | Терри Фанк против Дастина Роудса                             | Матч «Я сдаюсь с Техасской бычьей верёвкой»      | 19 марта 2000 года   | Uncensored (2000) | Дастин Роудс  |
| 5                                | Норман Смайли против М. И. Смута                             | Матч «Я сдаюсь» за титул Харкорного чемпиона WCW | 22 августа 2000 года | Thunder (2000)    | Норман Смайли |
| (c) – чемпион на момент поединка |                                                              |                                                  |                      |                   |               |

### Total Nonstop Action Wrestling
| #                                | Поединок                                  | Правила матча                                | Дата                 | Событие                | Победитель     |
| -------------------------------- | ----------------------------------------- | -------------------------------------------- | -------------------- | ---------------------- | -------------- |
| 1                                | Букер Ти против Джетро Холлидея           | Матч «Я сдаюсь»                              | 14 мая 2009 года     | TNA Impact             | Букер Ти       |
| 2                                | Букер Ти против Эй Джей Стаилза (с)       | Матч «Я сдаюсь» за титул чемпиона Легенд TNA | 24 мая 2009 года     | Sacrifice (2009)       | Эй Джей Стаилз |
| 3                                | Дуглас Уильямс против Брайана Кендрика    | Матч «Я сдаюсь»                              | 12 июля 2010 года    | TNA Impact             | Брайан Кендрик |
| 4                                | Томми Дример против Эй Джей Стаилза       | Матч «Я сдаюсь»                              | 5 сентября 2010 года | No Surrender (2010)    | Эй Джей Стаилз |
| 5                                | Эй Джей Стаилз против Кристофера Дэниелса | Матч «Я сдаюсь»                              | 16 октября 2011 года | Bound for Glory (2011) | Эй Джей Стаилз |
| 6                                | Курт Энгл против Ди’Ло Брауна             | Матч «Я сдаюсь»                              | 2 мая 2013 года      | Impact Wrestling       | Курт Энгл      |
| (c) – чемпион на момент поединка |                                           |                                              |                      |                        |                |

### Ring of Honor
| #                                | Поединок                              | Правила матча   | Дата                 | Событие                    | Победитель   |
| -------------------------------- | ------------------------------------- | --------------- | -------------------- | -------------------------- | ------------ |
| 1                                | Алекс Шелли против Джимми Джейкобса   | Матч «Я сдаюсь» | 16 октября 2004 года | Joe vs. Punk II (2004)     | Алекс Шелли  |
| 2                                | Найджел МакГиннес против Джимми Рэйва | Матч «Я сдаюсь» | 27 января 2007 года  | Battle of the Icons (2007) | Джимми Рэйв  |
| 3                                | Остин Эйрис против Джима Джейкобса    | Матч «Я сдаюсь» | 22 ноября 2008 года  | Rising Above (2008)        | Остин Эйрис  |
| 4                                | Стив Корино против Кольта Кабаны      | Матч «Я сдаюсь» | 16 октября 2010 года | Ricards vs. Daniels (2010) | Кольт Кабана |
| (c) – чемпион на момент поединка |                                       |                 |                      |                            |              |